# Se Bangfai
Se Bangfai hay Se Bangfay, Se Bang Fai, Xe Bang Fai, Nam Xebangfai là một phụ lưu cấp 1 của sông Mê Kông ở trung Lào . Nó chảy ở tỉnh Khammouan và đổ vào sông Mê Kông ở đây .
Trên một phụ lưu của sông Mê Kông là Nam Theun tức Nam Kading (Nậm Thơn) đã xây dựng đập và nhà máy thủy điện Nam Theun 2, thực hiện chuyển nước ở phần thượng nguồn sang dòng Se Bangfai. Nhà máy có công suất 1.075 MW, phát điện thương phẩm năm 2010.. Sự chuyển dòng tạo ra cột nước 350m là mức rất cao cho thủy điện, nhưng tác động đến sinh thái và gây ra các tranh cãi trong bảo vệ môi trường.

## Dòng chảy
Se Bangfai bắt nguồn từ dãy Trường Sơn ở biên giới Lào-Việt, tại muang Bualapha tỉnh Khammouan, giáp với xã Lâm Thủy, huyện Lệ Thủy tỉnh Quảng Bình, Việt Nam. 17°3′1″B 106°20′54″Đ / 17,05028°B 106,34833°Đ
Đầu tiên dòng chảy có hướng đông nam - tây bắc, sau đó đổi hướng tây, và từ muang Mahaxay thì đổi sang hướng tây nam. 17°29′57″B 105°19′5″Đ / 17,49917°B 105,31806°Đ
Tại muang Nongbok tỉnh Khammouan, sông là ranh giới với tỉnh Savannakhet, và đổ vào sông Mê Kông.
Một phụ lưu quan trọng của nó là Xe Noy. 17°6′20″B 105°10′23″Đ / 17,10556°B 105,17306°Đ

## Thắng cảnh
Tham Khoun Xe (Hang Khun Xê), còn được gọi theo tiếng Anh là "Xe Bang Fai River Cave", là hang dạng karst nổi tiếng, được coi là hang động sông lớn nhất thế giới 17°22′24″B 105°50′14″Đ / 17,37333°B 105,83722°Đ.
Hang được người Pháp là Paul Macey thám hiểm năm 1905 . Hang dài 14 km với nhiều cảnh quan kỳ thú .
Năm 2008 nhóm các nhà nghiên cứu thám hiểm của National Geographic đến khám phá và công bố rộng rãi.
Ngày nay tour du lịch Tham Khoun Xe là một tour hấp dẫn, với hai lựa chọn: mùa khô (th.11 đến th.4) có thể đi bộ, và mùa mưa chỉ đi được bằng thuyền.